# Martine Kahane
Pour les articles homonymes, voir Kahane.
Martine Kahane est une bibliothécaire et historienne française de l'art.
Conservatrice générale des bibliothèques, elle est commissaire d'expositions, auteur et conférencière.

## Biographie
Martine Kahane entre à l’École des chartes en 1966 et obtient le diplôme d'archiviste paléographe.
Elle rejoint l'institution de l'Opéra de Paris en 1972. Elle y côtoie Rolf Libermann, Hugues Gall, Michel Laclotte ou encore William Christie. Elle devient la directrice de sa Bibliothèque-musée.
A la demande d'Hugues Gall, Martine Kahane a créé et dirigé en 1994 le service culturel de l'Opéra national de Paris.
Elle quitte cette fonction en 2004 pour rejoindre le projet du Centre national du costume de scène, à Moulins. Elle en devient la première directrice à son ouverture en 2006, et ce jusqu'en 2011. Martine Kahane y œuvre pour mettre en valeur la mémoire matérielle du spectacle.
Elle devient alors chargée de mission par le Théâtre du Capitole pour le programme culturel " Danse " et présidente du conseil d'administration des Arts florissants. 
En 2019, elle est co-commissaire de l'exposition  "Habiller l'Opéra" au Centre national du costume de scène.

## Publications
Martine Kahane a écrit de nombreux ouvrages autour des thèmes du Palais Garnier, des costumes et des ballets.
- L'Atelier Nadar et l'art lyrique [1875-1915], Direction des Musées de France, 1975 (contribution de Martine Kahane)
- Les peintures de l'Opéra de Paris : de Baudry à Chagall, Arthena, 1980 (contribution de Martine Kahane)
- Grands ballets de l'Opéra de Paris, Editions Sylvie Messinger, 1982 (de Gérard Mannoni, contribution de Martine Kahane)
- Wagner et la France, Herscher, 1983 (contribution de Martine Kahane)
- Robert le Diable, Bibliothèque Nationale, 1985
- L'ouverture du nouvel opéra, Réunion des Musées nationaux, 1986
- L'Opéra de Paris, Adam Biro, 1987 (avec Thierry Beauvert et Jacques Moatti)
- Les artistes et l'Opéra de Paris, Herscher, 1987
- Le Foyer de la danse, Réunion des Musées nationaux, 1988
- Garnier, esquisse d'une biographie, in Le théâtre, de Charles Garnier, Actes Sud, 1990
- Le Théâtre, Actes Sud, 1990 (préface de Martine Kahane)
- Pier Luigi Pizzi, Bibliothèque-Musée de l'Opéra, 1992 (contribution de Martine Kahane)
- René Piot, fresquiste et décorateur, Réunion des Musées nationaux, 1992
- Les ballets russes à l'opéra, Hazan, 1992
- Regards sur la danse : art, histoire, technique, Éditions du Sorbier, 1993
- Rossini et Paris, Paris Musées, 1993 (avec Jean-Marie Bruzon)
- La Danse, livre pour enfant, Sorbier, 1994
- Opéra : côté costume, Plume, 1995 (avec Jacques Moatti)
- Le tutu, Flammarion, 1997
- Nijinsky, Réunion des Musées nationaux, 2000
- La culture contre l'échec scolaire, Centre National de Documentation Pédagogique, 2001 (direction scientifique de Martine Kahane et Danièle Fouache)
- Un fantôme à l'opéra, Altinéa, 2002
- Rudolf Noureev à Paris, La Martinière, 2003
- Bêtes de scènes, Éditions du Mécène, 2006
- Christian Lacroix costumier, Éditions du Mécène, 2007
- Théodore de Banville et le théâtre, Somogy, 2007
- Au fil des fleurs, scènes de jardins, Bleu autour, 2008 (avec Delphine Pinasa)
- Costumes des Mille et une nuits, Bleu autour, 2008
- Opéras russes, à l'aube des ballets russes, Éditions du Mécène, 2009
- Rudolf Noureev 1938-1993, Éditions du Mécène, 2009
- L'art du costume à la Comédie-Française, Bleu autour, 2011 (préface de Martine Kahane)
- L'ère Liebermann à l'Opéra de Paris, Gourcuff-Gradenigo, 2011 (sous la direction de Mathias Auclair et Christophe Ghristi)
- L'Opéra de Paris, Actes Sud, coll. « Photo Poche », 2012 (postface de Martine Kahane)
- Collection Noureev, Fage, 2013
- Costumer le pouvoir, Fage , 2013 (avec Noëlle Giret)
- Le Ballet de l'Opéra, trois siècles de suprématie depuis Louis XIV, Albin Michel, 2014 (contribution de Martine Kahane)
- Armures, hennins et crinolines ; costumes de scène, Éditions du Patrimoine, 2015 (avec Noëlle Giret)
- Barockissimo ! : Les Arts Florissants en scène, Lienart (contribution de Martine Kahane)
- Contes de fées ; des histoires de costumes de scène, Silvana, 2018 (sous la direction de Martine Kahane)

## Décorations
- Commandeure de la Légion d'honneur Elle est faite chevalière le 13 juillet 2000[8], promue officière le 13 juillet 2010[9], puis commandeure le 31 décembre 2018[10].